# Смерть ей к лицу
«Сме́рть ей к лицу́» (англ. Death Becomes Her) — американская фантастическая чёрная комедия 1992 года режиссёра Роберта Земекиса. Сценарий написан совместно Мартином Донованом и Дэвид Кеппом. Главные роли исполнили Мерил Стрип, Голди Хоун и Брюс Уиллис.
Премьера состоялась 31 июля 1992 года. Кинолента была неоднозначно оценена критиками, однако имела кассовый успех. Фильм получил премии «Оскар» и BAFTA за лучшие визуальные эффекты, а Мерил Стрип номинировалась на «Золотой глобус» как лучшая актриса в комедии или мюзикле.

## Сюжет
Действие начинается в 1978 году. Бродвейская актриса Мэдлин Эштон уводит у своей подруги, писательницы Хелен Шарп, жениха — преуспевающего пластического хирурга Эрнеста Менвилла. Спустя семь лет не справившуюся с утратой, располневшую на почве стресса и почти обезумевшую Хелен отправляют в психиатрическую лечебницу, где она решает мстить Мэдлин. Ещё через семь лет Эрнест и Мэдлин живут в роскошном особняке в Беверли-Хиллз. Несчастный в браке и страдающий алкоголизмом Эрнест потерял квалификацию пластического хирурга и стал патологоанатомом. Мэдлин втайне посещает молодого любовника и делает всё, чтобы в свои годы выглядеть красивой.
Мэдлин и Эрнест посещают вечеринку по случаю выхода новой книги Хелен и обнаруживают, что каким-то образом она стала стройной, молодой и красивой. Подавленная преображением соперницы, Мэдлин навещает любовника, однако находит его с другой девушкой. Она решается на крайние меры, чтобы вернуть ускользающую молодость. Ей советуют обратиться за помощью к Лисли фон Руман: этой даме семьдесят один год, но выглядит она на несколько десятков лет моложе. Мэдлин приобретает у неё эликсир молодости и принимает его.
Между тем, в отсутствие Мэдлин, её мужа соблазняет Хелен. Она убеждает Эрнеста в том, что корень его неудач — в Мэдлин, от которой следует избавиться, и разрабатывает план её устранения. Но Эрнест неожиданно ругается с Мэдлин и в процессе ссоры сталкивает жену с лестницы. При падении она ломает себе шею, но при этом остаётся в живых. Выясняется, что эликсир наделяет бессмертием, но побочное действие в том, что  человек превращается в своего рода куклу и после несовместимых с жизнью травм лишается способности к регенерации. В больнице врач констатирует, что Мэдлин мертва. Её отправляют в морг, откуда ей помогает выбраться Эрнест. Он считает оживление Мэдлин чудом и использует свои похоронные навыки, чтобы восстановить её тело.
Вскоре в особняке супругов вновь появляется Хелен и требует от Эрнеста информацию о ситуации с Мэдлин. Подслушав их разговор, Мэдлин стреляет в Хелен из ружья, и та падает в фонтан. Внезапно Хелен вылезает из фонтана с огромной дырой в животе, тем самым подразумевая, что она также приняла эликсир бессмертия. Мэдлин и Хелен ненадолго устраивают драку, затем примиряются. 
Подруги приходят к выводу, что без помощи Эрнеста в «ремонте» их тел теперь не обойтись, и, усыпив его, доставляют к Лисли. Та демонстрирует Эрнесту эликсир, но тот отказывается его принимать и пытается бежать. Женщины преследуют его по всему замку. В конце концов Эрнест срывается с крыши, предварительно выбросив флакон с эликсиром, но падает в бассейн и благополучно покидает особняк. Мэдлин и Хелен осознают, что теперь им придётся самим заниматься своей внешностью.
Тридцать семь лет спустя Мэдлин и Хелен приходят на похороны Эрнеста. Выясняется, что, будучи смертным, он прожил счастливую жизнь, имев достойную карьеру, множество друзей и создав большую семью. Мэдлин и Хелен, выбравшие бессмертие, теперь имеют гротескный вид, а их серая и гниющая плоть покрыта потрескавшейся и облезающей краской. Выйдя из церкви, Хелен спотыкается на лестнице о баллончик с краской. Видя, что Мэдлин не решается помочь, Хелен хватает её и увлекает за собой. Они обе скатываются со ступенек и буквально разваливаются на части. Когда их бестелесные головы падают вместе, Хелен язвительно спрашивает Мэдлин, где она припарковала машину.

## В ролях
- Мерил Стрип — Мэдлин Эштон
- Голди Хоун — Хелен Шарп
- Брюс Уиллис — доктор Эрнест Менвилл
- Изабелла Росселлини — Лисли фон Руман
- Иэн Огилви[англ.] — мистер Шагалл
- Адам Сторк[англ.] — Дакота, любовник Мэдлин
- Нэнси Фиш — служанка Роуз
- Мишель Джонсон — косметолог Анна
- Мэри Эллен Трейнор — Вивиан Адамс
- Уильям Фрэнкфазе[англ.] — мистер Франклин
- Алайна Рид Холл — психолог
- Джон Ингл — Евлогист
- Дебра Джо Рапп — пациент
- Фабио Ланзони — телохранитель Лизла
- Сидни Поллак — врач отделения неотложной помощи (в титрах не указан)